# Bruno Nettl
Bruno Nettl (ur. 14 marca 1930 w Pradze, zm. 15 stycznia 2020 w Champaign w stanie Illinois) – amerykański etnomuzykolog pochodzenia czeskiego.

## Życiorys
Syn muzykologa Paula Nettla. W 1939 roku wyjechał wraz z ojcem do Stanów Zjednoczonych. Studiował na Indiana University w Bloomington muzykologię u swojego ojca i Williego Apla oraz etnomozykologię u George’a Herzoga. W latach 1949–1952 był kustoszem uniwersyteckiego archiwum płytowego. W 1953 roku uzyskał stopień doktora na podstawie pracy American Indian Music North of Mexico: Its Styles and Areas (wyd. pt. North American Indian Musical Styles, Filadelfia 1954). W 1960 roku ukończył dodatkowe studia z bibliotekoznawstwa na University of Michigan w Ann Arbor. Od 1953 do 1964 roku wykładał na Wayne State University w Detroit. W latach 1956–1958 prowadził gościnnie wykłady na Uniwersytecie Kilońskim. W 1964 roku został zatrudniony na University of Illinois w Urbanie, gdzie od 1967 roku był profesorem muzyki i antropologii. Był jednym z założycieli Society for Ethnomusicology (1955), od 1969 do 1971 roku pełnił funkcję jego przewodniczącego. Redagował czasopismo Ethnomusicology (1961–1965) i rocznik International Folk Music Council (1974–1977). Był autorem licznych artykułów w czasopismach fachowych.
Prowadził badania terenowe wśród północnoamerykańskich Indian, w Iranie i w Europie. W swojej pracy badawczej zajmował się problemami teoretycznymi i metodologicznymi. Był zaangażowany w dyskusję na temat znaczenia terminu etnomuzykologia, która według niego obejmuje kulturę muzyczną ludów pierwotnych, ludów pozaeuropejskich i społeczeństw o oralnym sposobie przekazu. Zadaniem etnomuzykologii jako dziedziny naukowej powinno być jego zdaniem zachowywanie tradycji muzycznych. Opowiadał się za koncepcją podziału mapy muzycznej świata na areały kulturowe, jako wyróżniki przyjmując liczbę głosów i charakter relacji między nimi oraz interwałowy układ skali. Zajmował się też tematyką muzyki we współczesnych miastach.

## Ważniejsze prace
(na podstawie materiałów źródłowych)
- Music in Primitive Culture (Cambridge 1956)
- An Introduction to Folk Music in the United States (Detroit 1960; 3. wyd. zrewid. pt. Folk Music in the United States, an Introduction 1976)
- Cheremis Musical Styles (Bloomington 1960)
- Reference Materials in Ethnomusicology (Detroit 1961; 2. wyd. zrewid. 1968)
- Theory and Method in Ethnomusicology (Nowy Jork 1964)
- Folk and Traditional Music of the Western Continents (Englewood Cliffs 1965; 3. wyd. zrewid. 1990)
- Daramad of Chahargah: A Study in the Performance Practice of Persian Music, wspólnie z B. Foltinem Jr. (Detroit 1972)
- Contemporary Music and Music Cultures, wspólnie z C. Hammem i R. Byrnside’em (Englewood Cliffs 1975)
- The Study of Ethnomusicology: 29 Issues and Concepts (Urbana 1983)
- The Western Impact on World Music: Change, Adaptation, and Survival (Nowy Jork 1985)
- The Radif od Persian Music: Studies of Structure and Cultural Context (Champaign 1987; 2. wyd. zrewid. 1991)
- Blackfoot Musical Thought: Comparative Perspectives (Kent 1989)
- Heartland Excursions: Ethnomusicological Reflections on Schools of Music (Urbana 1995)